# Аграрний університет Тирани
Аграрний університет Тирани (алб. Universiteti Bujqësor i Tiranës) — державний університет, розташований у Тирані (Албанія). Він пропонує освіту з агрономії, ветеринарії, лісового господарства, екології, агробізнесу та подібних предметів.

## Історія

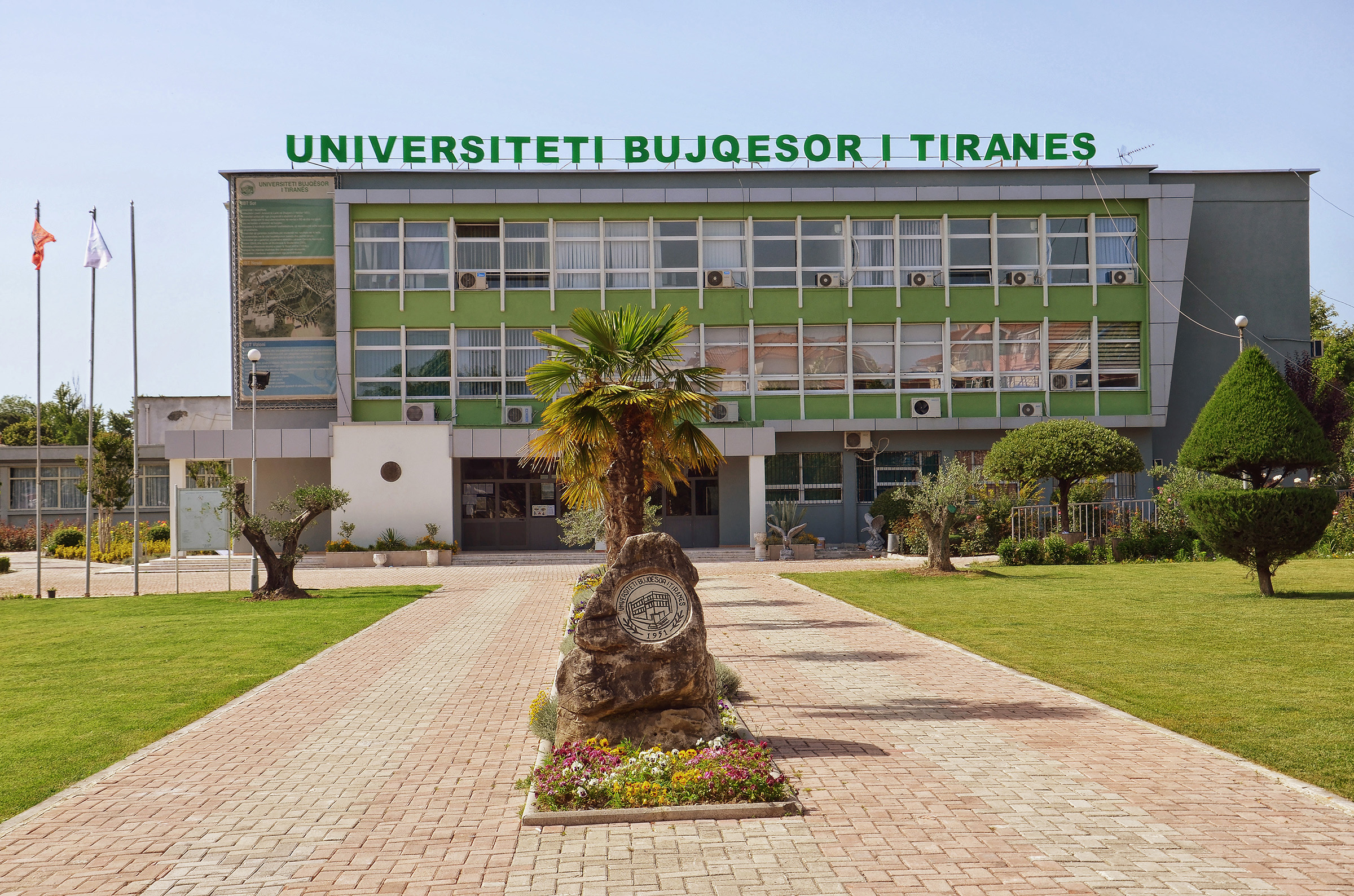
Штаб-квартира UBT в Камезі, Тирана, Албанія

Університет було створено в 1951 році. Спочатку він називався «Вищий інститут сільського господарства» (алб. Instituti i Lartë Bujqësor). Нинішню назву він отримав у 1991 р.
Сьогодні це унікальний центр в Албанії для бакалаврських та аспірантських досліджень, наукових досліджень, підготовки та підвищення кваліфікації в галузі сільського господарства та продовольства (агрономія, садівництво та захист рослин, агробізнес, економіка та аграрна політика, агропромислове середовище та екологія, агро- харчові технології, тваринництво та бізнес, аквакультура та рибне господарство, лісове господарство, ветеринарія тощо

## Опис
Щороку близько 15 000 студентів починають навчання в Аграрному університеті Тирани. Фактичний викладацький склад складається з 55 професорів, 48 доцентів, 55 докторів, 13 педагогів - викладачів та 64 асистентів. 

## Факультети та кафедри
Аграрний університет Тирани включає такі факультети:
- Факультет сільського господарства та навколишнього середовища
- Факультет економіки та агробізнесу
- Факультет лісових наук
- Факультет ветеринарної медицини
- Біотехнологічний та харчовий факультет[2]